# Nannophilus eximius
Nannophilus eximius är en mångfotingart som först beskrevs av Menert 1870.  Nannophilus eximius ingår i släktet Nannophilus och familjen småjordkrypare. Inga underarter finns listade i Catalogue of Life.